# 4.xBSD
4.xBSD – wersje systemu BSD rozwijane dzięki kontraktowi jaki Uniwersytet Kalifornijski Berkeley uzyskał od DARPA.

## 4.0BSD
Pierwszy system z serii 4.x, opublikowany w 1980.

## 4.1BSD
Ulepszona obsługa poczty, ulepszone jądro, dodana(?) obsługa Pascala i Lispu oraz obsługa nowych VAX-ów 11/750. Opublikowana w 1981.

## 4.2BSD
Pierwszy system operacyjny zawierający wbudowaną obsługę TCP/IP. Rok 1983

## 4.3BSD
Przedostatnia, najpełniejsza wersja systemu Unix rozwijanego w laboratoriach CSRG Uniwersytetu Kalifornijskiego Berkeley. Rozprowadzana na taśmach wraz z pełnym kodem źródłowym (vide: licencja BSD). Pierwsza wersja ukazała się w czerwcu 1986, poszczególne wersje pośrednie nosiły nazwy kodowe (chronologicznie): Tahoe (1988), Net/1 (1989), Reno (1990), Net/2 (najpopularniejsza, ostatnia wersja: 1991).
W ostatnie wersji stało się bazą dla takich projektów informatycznych jak 386BSD, BSD/386, NetBSD, FreeBSD.

## 4.4BSD
Ostatnia wersja odmiany Uniksa powstałej w 1993 na Uniwersytecie Kalifornijskim Berkeley w laboratoriach CSRG, podobnie jak poprzednie dostępna na taśmach z pełnym kodem źródłowym.
Publicznie dostępny kod BSD stał się przyczyną procesu, jaki AT&T w 1992 roku wytoczył firmie BSDI, która oparła swój system na kodzie z Uniwersytetu Berkeley, który także został pozwany do sądu. Proces ten przez wiele lat hamował rozwój Uniksów z rodziny BSD.
4.4BSD i jego uszczuplona o kod AT&T wersja 4.4BSD-Lite (1994) stał się podstawą wielu wolnych i komercyjnych odmian systemu Unix. Do jej derywatów zaliczają się (chronologicznie) nowsze wersje systemów BSD/OS (wcześniej rozprowadzany jako BSD/386 oparty był na 4.3BSD Net/2), NetBSD (od pełnej wersji 1.0), FreeBSD (od wersji 2.0). Uaktualnienie do wersji 4.4BSD Lite2 zasiliło FreeBSD 3.0, NetBSD 1.3, OpenBSD 2.3, BSD/OS 3.0 oraz kod Rhapsody firmy Apple.